# Arno Schickedanz

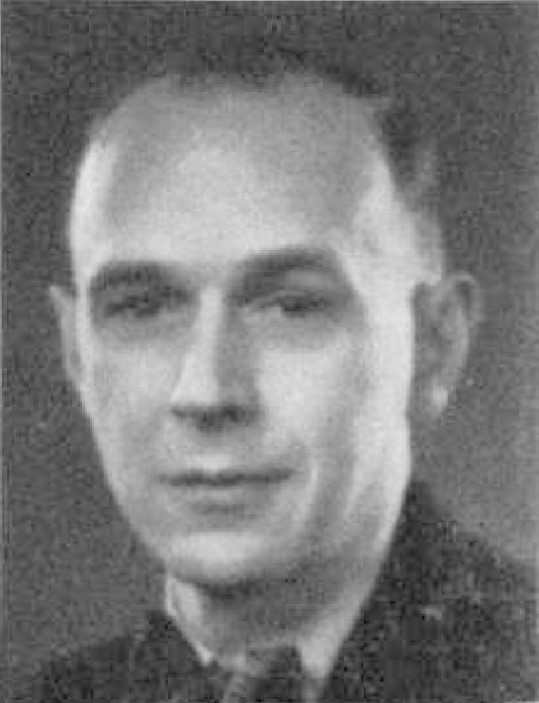
Arno Schickedanz

Arno Schickedanz (* 15. Dezemberjul. / 27. Dezember 1892greg. in Riga; † Ende April 1945 in Berlin) war ein Diplomat in der Zeit des Nationalsozialismus, der sowohl im Außenpolitischen Amt der NSDAP (APA) als auch im Reichsministerium für die besetzten Ostgebiete (RMfdbO) in führenden Positionen arbeitete. Beide NS-Behörden standen unter der Leitung des Parteiideologen Alfred Rosenberg, den Schickedanz bereits seit seiner Jugendzeit kannte. Die Bedeutung von Schickedanz lag insbesondere in seiner Rolle als Programmatiker des Antisemitismus in allen Dienststellen von Rosenberg. Ihm wurde die Priorität für den Begriff „Gegenrasse“ eingeräumt. Insbesondere beim Ausbau des Außenpolitischen Amtes war Schickedanz die zentrale Figur. Kurz vor Ende des Zweiten Weltkriegs beging Schickedanz erweiterten Suizid.

## Herkunft und Prägungen
Schickedanz lernte Alfred Rosenberg, der in der estnischen Stadt Reval aufwuchs, in seiner lettischen Heimatstadt Riga kennen, wo Rosenberg seit 1910 am Polytechnikum studierte. Beide Städte gehörten damals zu Russland. In der Literatur wird Schickedanz unter anderen als ein „Schulfreund“ und „Corpsbruder“ von Rosenberg bezeichnet. Die Angabe des Schulfreundes bezieht sich auf das gemeinsame Studium am Polytechnikum in Riga; und Corpsbruder auf das 1875 gegründete Corps Rubonia, in dem Rosenberg und Schickedanz am selben Tag, dem 2. März 1911, Mitglieder wurden. Schickedanz blieb aufgrund dieser früh entstandenen Bindung einer der wenigen Duzfreunde von Rosenberg. Die Verbindung zu Rosenberg hatte prägenden Charakter und bestimmte fortan sein gesamtes Leben entscheidend mit.
Gemeinsam mit Rosenberg hat er dem Album Rubonorum zufolge ab Sommer 1915 auch sein Studium in Moskau fortgesetzt und im Januar 1918 dort seinen Abschluss in Chemie gemacht. Somit hat er mit der Herrschaft der Bolschewisten persönliche Erfahrungen gemacht. Im Herbst 1918 meldete er sich als Freiwilliger zu einem Deutschen Kavallerieregiment und nahm somit als Soldat des Deutschen Heeres am Ersten Weltkrieg teil. Vor Kriegsende im Jahre 1918 arbeitete Schickedanz zusammen mit Erwin von Scheubner-Richter, Otto von Kursell und Max Hildebert Boehm für die deutschen Besatzer in der „Pressestelle Ober Ost VIII“ in Riga. Otto von Kursell, mit dem Schickedanz bis dahin zusammengearbeitet hatte, war neben Ernst Friedrich Tode der erste, den wiederum Rosenberg nach seinem Umzug nach München Ende 1918 aufsuchte. Im Jahre 1919 gehörte er der Baltischen Landeswehr an, die im Mai 1919 das von den Bolschewiki besetzte Riga zurückeroberte.

## Weimarer Republik

### Politischer Schriftsteller
Während der frühen zwanziger Jahre war Schickedanz Mitarbeiter in der von Max von Scheubner-Richter ins Leben gerufenen Wirtschaftlichen Aufbau-Vereinigung, in der er zusammen mit von Scheubner-Richter und Biskupski die täglichen Geschäfte erledigte. Schickedanz war zugleich stellvertretender Direktor und persönlicher Sekretär von Biskupski, des Vizepräsidenten der Organisation. Gemeinsam vereinbarten Schickedanz und Biskupski mit dem russischen Thronanwärter, dem Großfürsten Kyrill Wladimirowitsch Romanow, dass General Ludendorff Gelder in Höhe von 500.000 Goldmark zur Förderung der gemeinsamen nationalen deutsch-russischen Sache nutzen konnte.
Schickedanz unterstützte von Scheubner-Richter auch bei der Herausgabe der Wochenschrift „Wirtschaftspolitische Aufbau-Korrespondenz über Ostfragen und ihre Bedeutung für Deutschland“. Von 1923 bis 1933 war Schickedanz Leiter des Berliner Büros der antisemitischen Tageszeitung Völkischer Beobachter. Aufgrund seiner Teilnahme am Hitlerputsch zählte Schickedanz später zu den „Alten Kämpfern“ und erhielt den so genannten „Blutorden“.
1927 veröffentlichte Schickedanz die gnostisch und apokalyptisch anmutende sowie radikal antisemitische Schrift Das Judentum – eine Gegenrasse, 1928 dann inhaltlich daran anschließend die Schrift Sozialparasitismus im Völkerleben, in der er die Juden als eine „Rasse“ von Parasiten und Schädlingen hinstellte. Auf die letztgenannte Veröffentlichung bezog sich dann ausdrücklich Rosenberg und übernahm Begriff und Idee einer parasitären „Gegenrasse“ in seinem erstmals 1930 erschienenen Mythus des 20. Jahrhunderts.
Das Ressentiment, das Joseph Goebbels gegen Rosenberg in jener Zeit aufgebaut hatte, schlug sich auch auf dessen Abgesandte nieder. Am 16. Februar 1930 notierte Goebbels über Schickedanz: „Er fragte, ob ich etwas gegen ihn hätte. Ich habe ihm reinen Wein eingeschenkt. Er ist persönlich wohl anständig. Aber er hat nichts zu essen. Und ein Balte!“ Goebbels’ Haltung änderte jedoch nichts daran, dass Schickedanz in jenen Jahren der Weimarer Republik eine recht enge Bindung zu Adolf Hitler aufbauen konnte.

### Außenpolitische Ausrichtung
Am 14. September 1930 wurde Rosenberg als NSDAP-Abgeordneter für den Wahlkreis Hessen-Darmstadt in den Reichstag gewählt, wo er im Außenpolitischen Ausschuss tätig wurde. Rosenberg bedrängte Schickedanz im Frühjahr 1932 erfolglos, dass er seinen Wohnsitz nach Berlin verlegen solle, um sich einen Platz auf der Kandidatenliste für die Reichstagswahlen zu verschaffen. Vermutet wird, dass die mangelnde Präsenz von Schickedanz in Berlin zu jenem Zeitpunkt zur Ablehnung dieses Vorschlags geführt haben könnte. Schickedanz wurde erst 1936, drei Jahre nach der nationalsozialistischen „Machtergreifung“, Mitglied des Reichstags. Allerdings engagierte sich Schickedanz in jenen Tagen für Rosenbergs außenpolitische Interessen. Schickedanz war es, der 1931 für Rosenberg die Verbindung zu dem baltisch-britischen Journalisten und Baron Wilhelm de Ropp und dessen ehemaligen Kriegsbekannten Major Frederick William Winterbotham herstellte. Wilhelm de Ropp, der von den Sowjets enteignet wurde und Mitarbeiter der Tageszeitung The Times sowie Auslandsvertreter der Bristol Aeroplane Company war, wurde später ein bedeutsamer Vertrauensmann Rosenbergs in London.

## Nationalsozialismus

### Stabsleiter im Außenpolitischen Amt
Nachdem Rosenberg am 1. April 1933 zum Leiter des Außenpolitischen Amtes der NSDAP ernannt worden war, erhielt Schickedanz in dieser Behörde die hohe Position eines Stabsleiters. Diese Position behielt Schickedanz bis zur Auflösung des APA im Frühjahr 1943. In der Aufbauphase des APA war Schickedanz noch vor Thilo von Trotha Rosenbergs wichtigster Mann. Schickedanz leitete zwei der sechs Hauptämter, nämlich das Personalamt und die Hauptabteilung V „Ostproblem“. Ernst Piper schrieb 2005 dazu: „Damit war er zum einen für die Personalpolitik zuständig, was ihm einen zentralen Einfluss auf den Gang der Dinge sicherte, zum anderen für den Ostraum, der für die Arbeit des APA zunächst eher von untergeordneter Bedeutung war, aber langfristig natürlich für den rassistischen Expansionismus die entscheidende Perspektive bot.“ Bis Herbst 1933 leitete Schickedanz zudem das für die Politik des APA äußerst bedeutsame Referat Osteuropa. Danach wurde die Leitung des Referats, das eine eigene Hauptabteilung bildete, von Georg Leibbrandt übernommen.
Am 26. Dezember 1934 bekundete Rosenberg sein Interesse an einer Verbindung mit König Karl II. von Rumänien, wobei er zur Herstellung dieser Verbindung Schickedanz einsetzen wollte. Rosenberg schrieb an jenem Tag in sein Tagebuch: „Es kommt Weihnachten, ich muß Lecca mit einigen tröstenden Worten nach fast 3 Wochen Aufenthalt wieder nach Bukarest schicken. Hoffentlich gelingt es, im Januar die abgerissenen Fäden wieder aufzunehmen. Die Bindung Rumäniens an D.[eutschland] ist wirklich aller Mühe wert. Schickedanz müsste hier den König privatim sprechen, um einen Freundschaftsvertrag vorzubereiten, mit ›unserer‹ Gesandtschaft ist alles möglich.“
Am 15. Juni 1939 schickte Schickedanz in seiner Position als Leiter des Amtes Osten im APA eine Ausarbeitung zu osteuropäischen Fragen an den Chef der Reichskanzlei, Hans Heinrich Lammers. Auf dem Hintergrund der Ideologie der Germanisierung des APA sprach er sich gegen den Hitler-Stalin-Pakt aus, weil dieser die Erweiterungsmöglichkeiten des „deutschen Lebensraums“ einschränken würde. Hier wurde bereits, wie später auch im Ostministerium, stets auf derselben Linie argumentiert. Denn, so heißt es in dem Bericht, insbesondere mit Blick auf die Ukrainer und Weißrussen sei für die künftige Gestaltung des Ostraumes „die politisch-psychologische Bearbeitung der Bevölkerung dieser Gebiete einerseits zur Entlastung der rein militärischen Aktionen, andererseits für eine eventuelle weitere Verwendung einzelner Nationalitäten im deutschen Interesse.“ Formuliert wurde hier von Schickedanz erstmals die Idee des APA, dass sich Deutschland mit den nichtrussischen Völkern inner- und außerhalb der Sowjetunion gegen Russland verbünden sollte. Noch im selben Jahr bewarb sich Schickedanz für das außenpolitische Referat der Reichskanzlei, wobei seine Bewerbung allerdings abgelehnt wurde. Und Rosenberg notierte am 25. August 1939 in sein Tagebuch: „Ich habe das Gefühl als ob sich dieser Moskau-Pakt irgendwann am Nationalsozialismus rächen wird. […] Wie können wir noch von der Rettung und Gestaltung Europas sprechen, wenn wir den Zerstörer Europas um Hilfe bitten müssen?“
Spätestens im September 1939 hatte sich die Verbindung des APA nach London gelockert. Rosenberg schrieb am 24. September 1939: „Gestern ist nun die Karte des brit.[ischen] Beraters im engl.[ischen] Luftfahrtministerium aus Montreux angekommen. Er bittet, Schickedanz solle hinkommen. Er hat also Wort gehalten, ein – dünner – Faden nach London hält noch. Morgen den Führer u.[nd] G.[öring] unterrichten. Ich bin gespannt, was die Herren aus London von uns als ev.[entuelle] Friedensgrundlage erwarten.“
Im April 1940 konnte Rosenberg sein Vorhaben, Schickedanz als Verbindungsmann des APA in die Reichskanzlei zu bekommen, durchsetzen. Am 13. April 1940 schrieb er in sein Tagebuch: „Da das R[eichs]-Kommissariat Norwegen der R[eichs]-Kanzlei angeschlossen ist, hatte Schickedanz mit Lammers Besprechungen, der ihn als den Beauftragten der R[eichs]-Kanzlei ernannte. Durch seine Hände geht jetzt der gesamte Schriftverkehr mit Norwegen (einschließlich AA).“

### Stabsleiter im Ostministerium
Nachdem 1941 das Reichsministerium für die besetzten Ostgebiete (RMfdbO) eingerichtet worden war, übernahm Schickedanz zusätzlich die Position eines Stabsleiters in der Hauptabteilung II für Ost- und Personalfragen. Ursprünglich war Schickedanz von Rosenberg als „Reichskommissar“ für das Reichskommissariat Ukraine vorgesehen. Aus einer Denkschrift von Rosenberg geht indessen hervor, dass er sich bezüglich der Ukraine letztlich für Erich Koch entschieden hatte. Schickedanz erhielt stattdessen die Position des „Reichskommissars“ bzw. obersten „Zivilverwalters“ für das Reichskommissariat Kaukasien mit Sitz in Tiflis. Dieses Reichskommissariat blieb allerdings während der teilweisen Besetzung des Kaukasus-Gebietes durch die Heeresgruppe Süd ausschließlich unter militärischer Verwaltung, weshalb Schickedanz hier politisch nicht zum Zuge kommen konnte. Die diesbezügliche „Mission“ von Schickedanz und des Diplomaten Otto Bräutigam scheiterte.
Am 2. April 1941, kurz vor dem Angriff der Wehrmacht auf die Sowjetunion, verfasste Schickedanz eine Denkschrift, in der er schrieb, „dass auf ein militärisches Vorgehen unsererseits sehr bald der militärische Zusammenbruch der UdSSR folgt“. Darüber hinaus schrieb Schickedanz in dieser Denkschrift, dass das „moskowitische Russland als Abschubgebiet für unerwünschte Bevölkerungselemente in größerem Ausmaße“ eingerichtet und die „bolschewistisch-jüdische Staatsverwaltung“ durch „völlige Vernichtung“ beseitigt werden müsse. Thema seiner Schrift waren zudem Weißrussland, das das „zweitgrößte Judenreservoire der UdSSR“ sei, sowie die baltischen Staaten, wo sowohl größere Teile der „Intelligenzschichten“ als auch „rassisch Minderwertige“ abgeschoben werden müssten, damit sich die „rassisch Geeignetsten“ assimilieren könnten.
Im Jahre 1942 wurde Schickedanz neben seinen Tätigkeiten im APA und RMfdbO zudem „Reichsamtsleiter“ im „Amt des Generalgouverneurs Krakau“, Stellvertreter im Büro von Hans Frank. 1943 war Schickedanz der Wunschkandidat von Rosenberg für die Nachfolge des Generalkommissars Wilhelm Kube in „Weißruthenien“. Aufgrund des Widerstands von SS-Gruppenführer Curt von Gottberg scheiterte die Bewerbung.

### Stabsleiter im besetzten Norwegen
Zwischen 1943 und 1944 war er Stabsleiter beim Reichskommissar für die besetzten Ostgebiete Norwegens, Josef Terboven.
Gegen Ende April 1945 entzog sich Arno Schickedanz seiner Verantwortung durch Suizid. Laut Rosenberg hat Schickedanz, den er in diesem Zusammenhang als seinen „Jugendkameraden“ und „Freund“ bezeichnete, in dem angegebenen Monat seine Frau, seine achtjährige Tochter und sich selbst in Berlin erschossen.